# Стпиці
Стпиці (пол. Stpice) — село в Польщі, у гміні Сьверче Пултуського повіту Мазовецького воєводства.
Населення — 52 особи (2011).
У 1975-1998 роках село належало до Цехановського воєводства.

## Демографія
Демографічна структура станом на 31 березня 2011 року:
|          | Загалом | Допрацездатний вік | Працездатний вік | Постпрацездатний вік |
| -------- | ------- | ------------------ | ---------------- | -------------------- |
| Чоловіки | 23      | 3                  | 18               | 2                    |
| Жінки    | 29      | 7                  | 17               | 5                    |
| Разом    | 52      | 10                 | 35               | 7                    |